# Schwimmende Gärten (Inle-See)

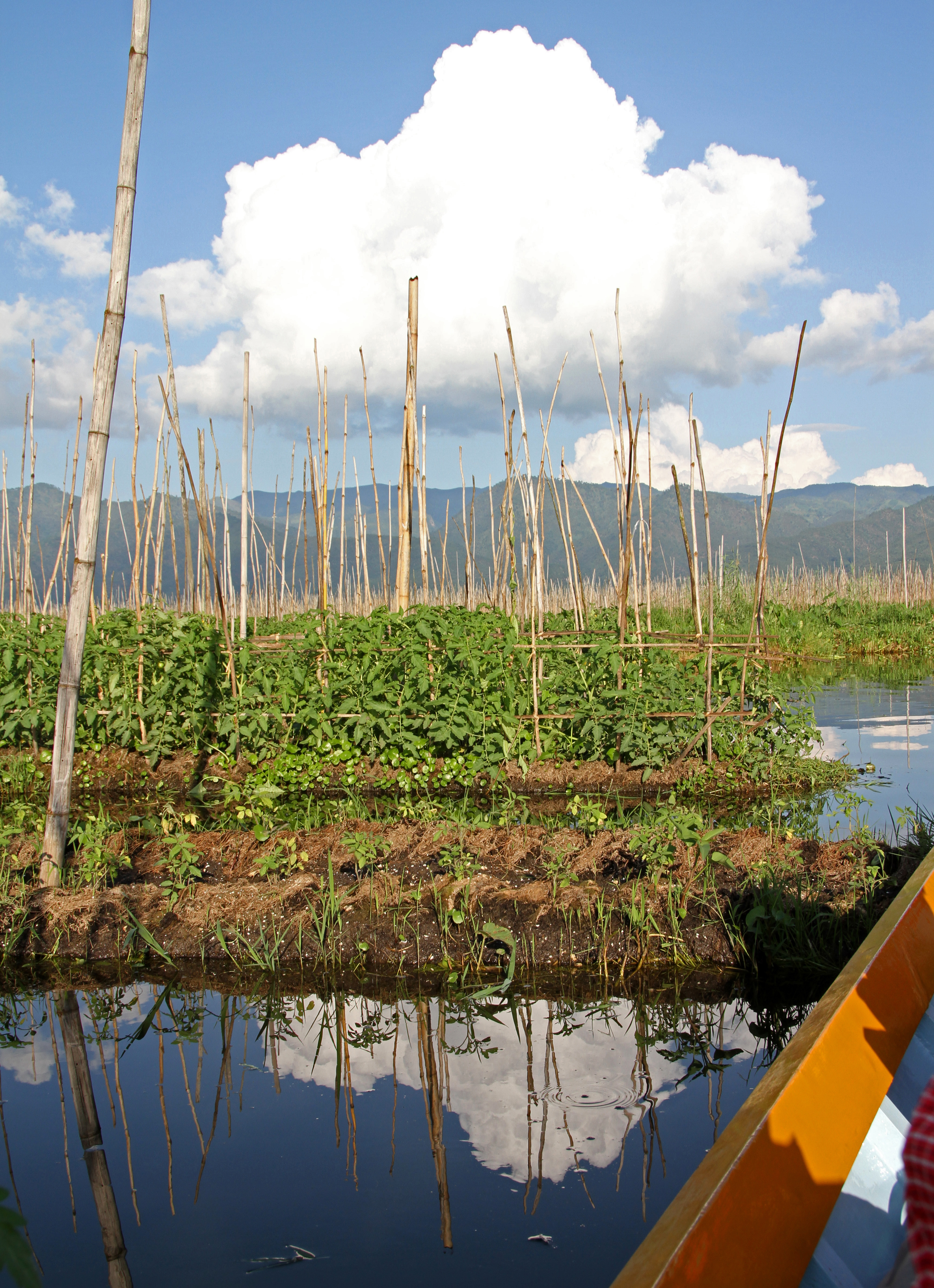
Landwirtschaft auf dem See

Die Schwimmenden Gärten auf dem Inle-See in Myanmar wurden für eine spezielle Form der Landwirtschaft als schwimmende Inseln auf dem Wasser angelegt.

## Beschreibung
Die schwimmenden Gärten auf dem flachen See werden aus Schlick und dem Wurzelwerk der üppig wachsenden Wasserhyazinthen gebaut und mit Bambusstangen im Boden verankert. Diese schwankende Konstruktion kann von Menschen nicht betreten werden, deshalb werden die Felder vom Boot aus bewirtschaftet. Mehrere Ernten pro Jahr von Tomaten, Gurken, Auberginen und anderen Gemüsen sind möglich.

## Geschichtliches
Als die Volksgruppe der Intha vor ein paar hundert Jahren aus dem Süden Burmas an den Inle-See kam, wurde sie von den dort bereits ansässigen Völkern nur geduldet unter der Bedingung, dass sie auf dem See und dem ihn umgebenden Schilfgürtel siedelte. Da den Intha kein Land zugewiesen wurde, entwickelten sie die „Landwirtschaft“ auf dem Wasser.

## Galerie

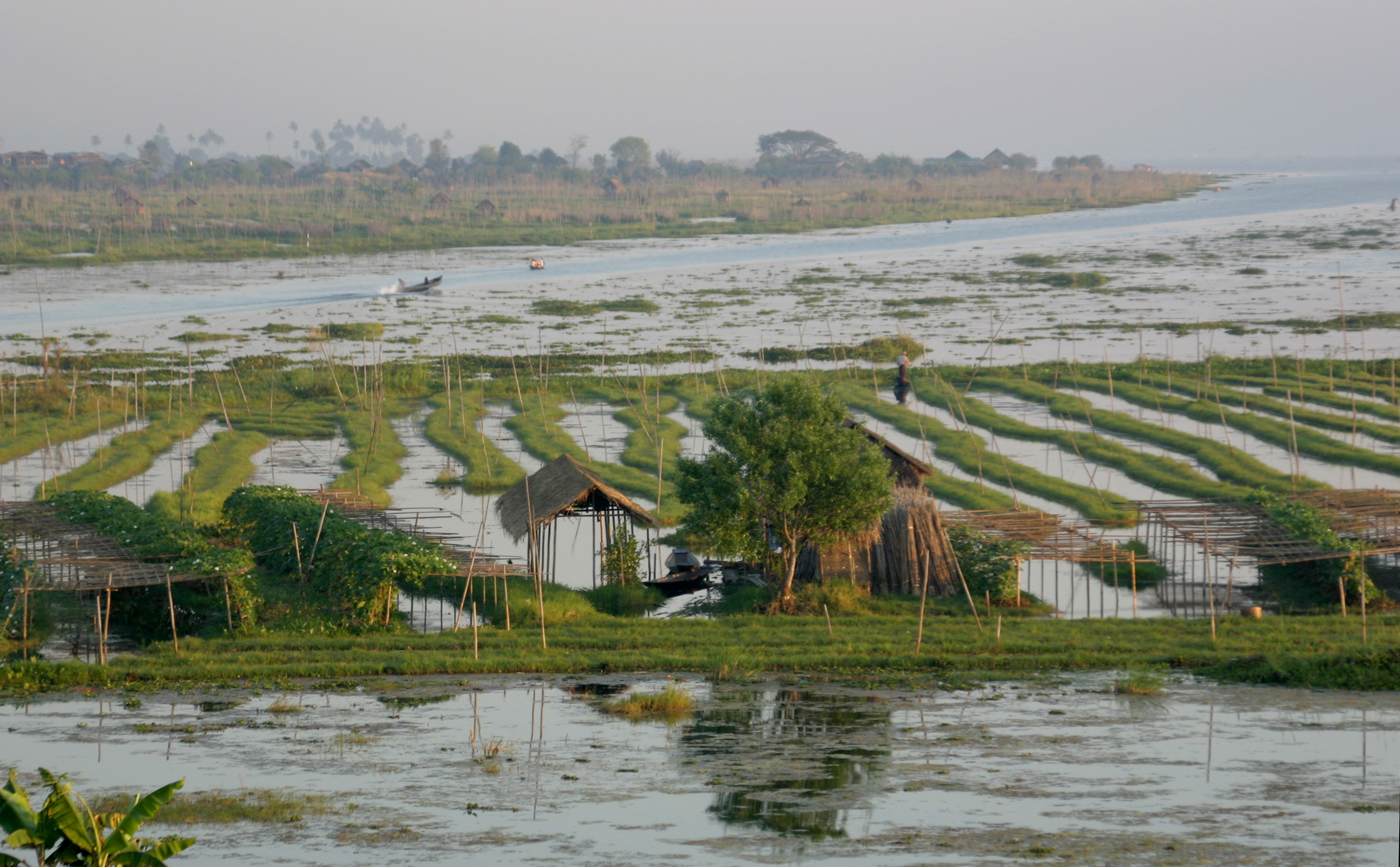
Überblick
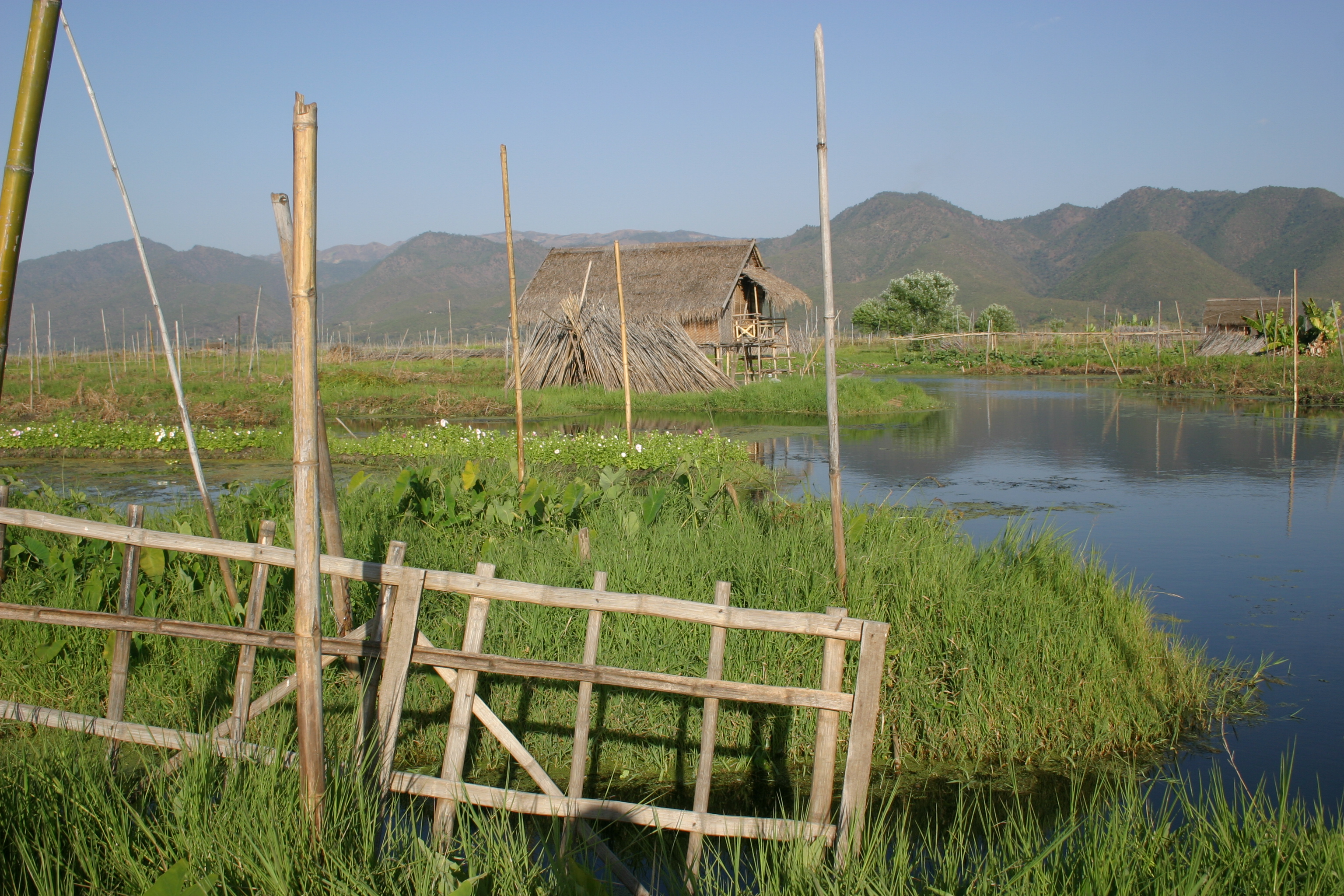
Auf dem See
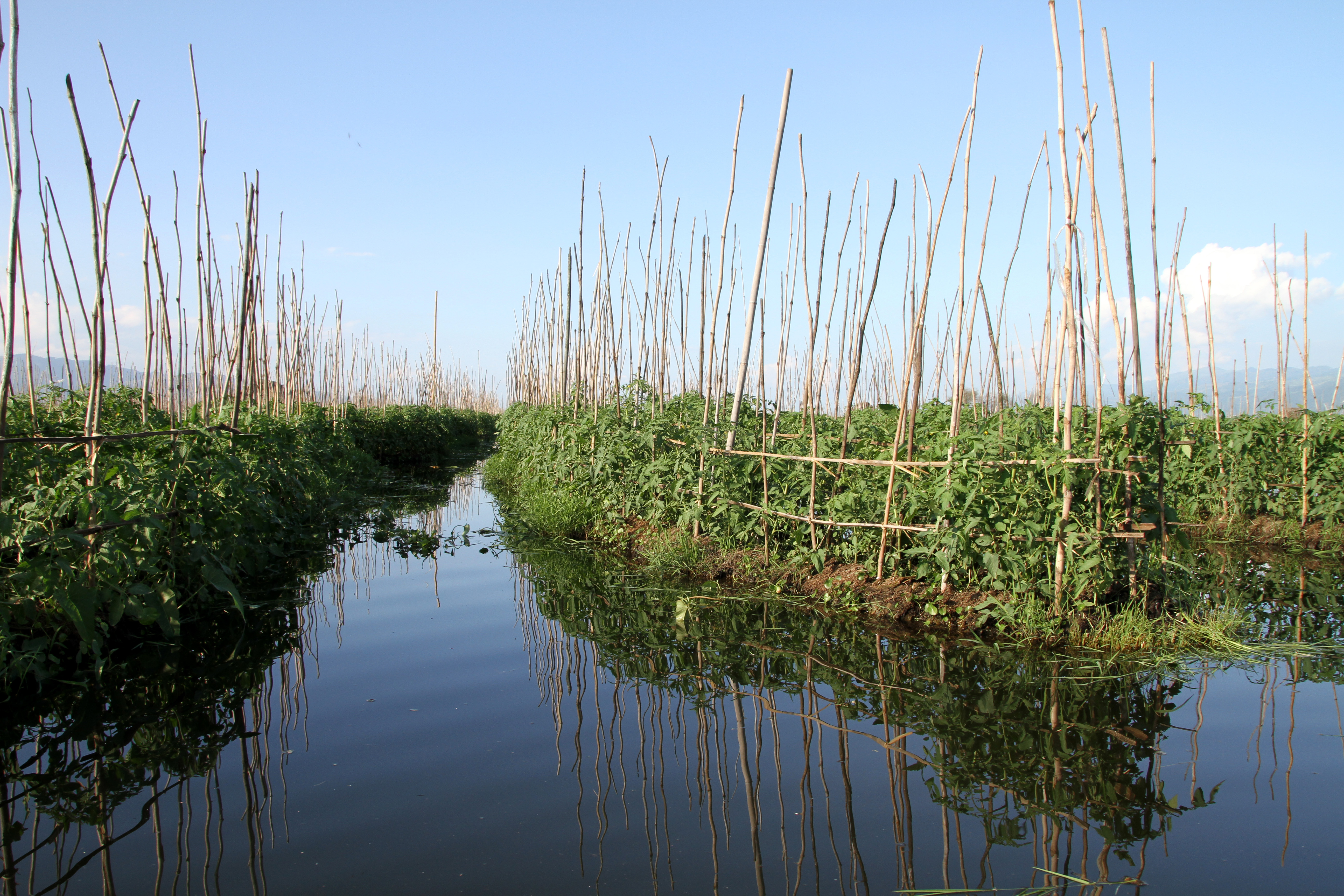
Felder im See
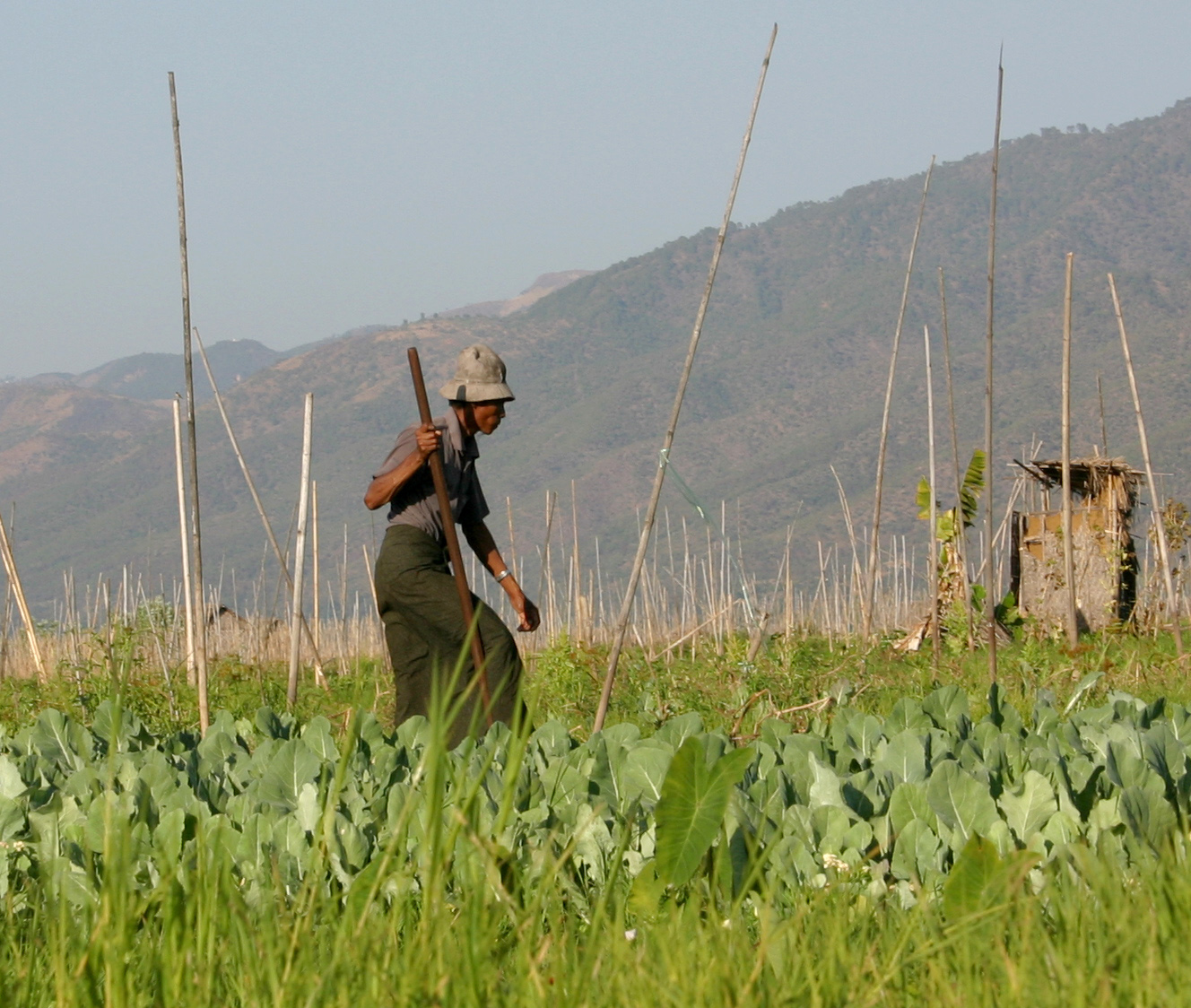
Einbeinruderer
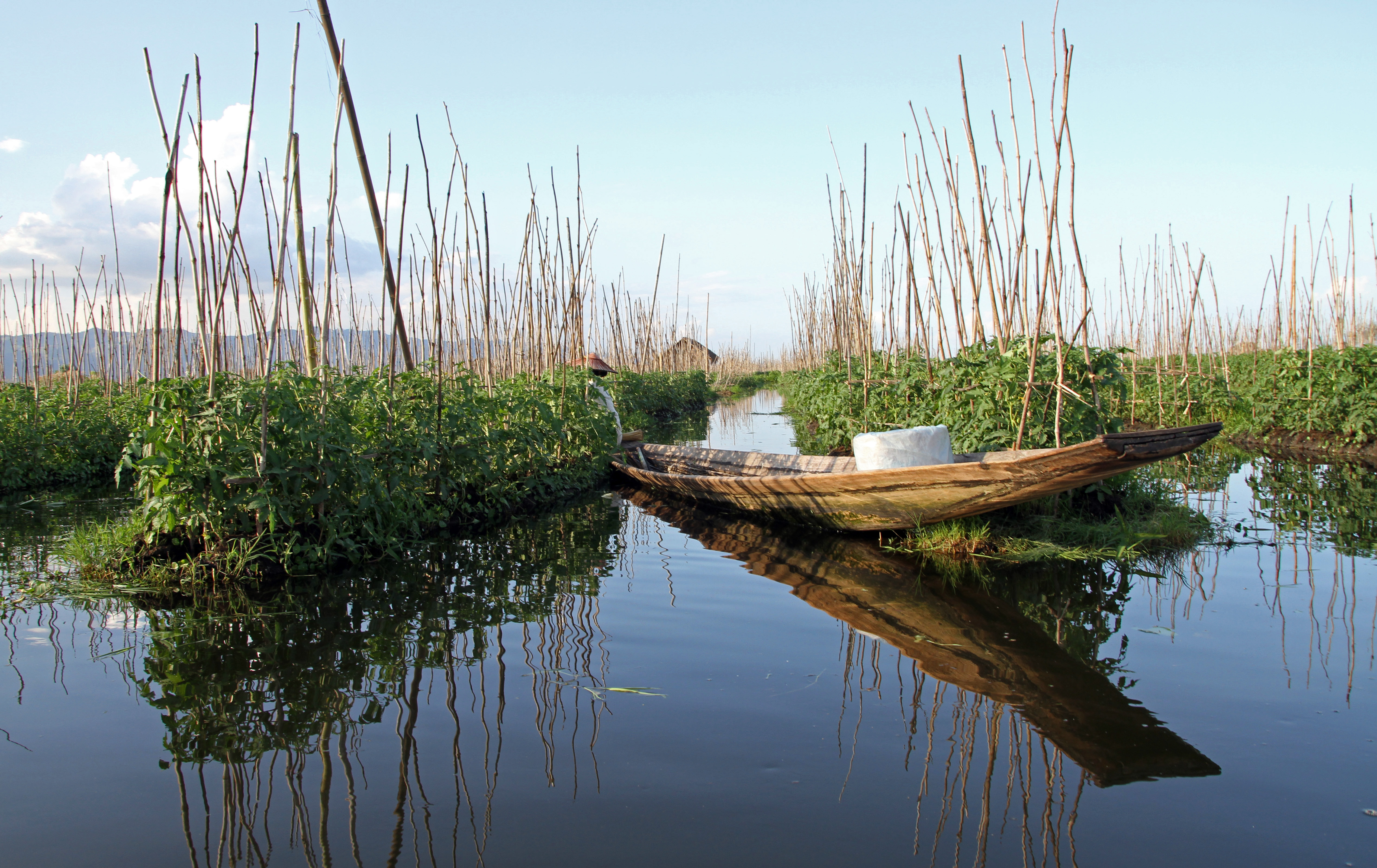
Feldarbeit im Boot
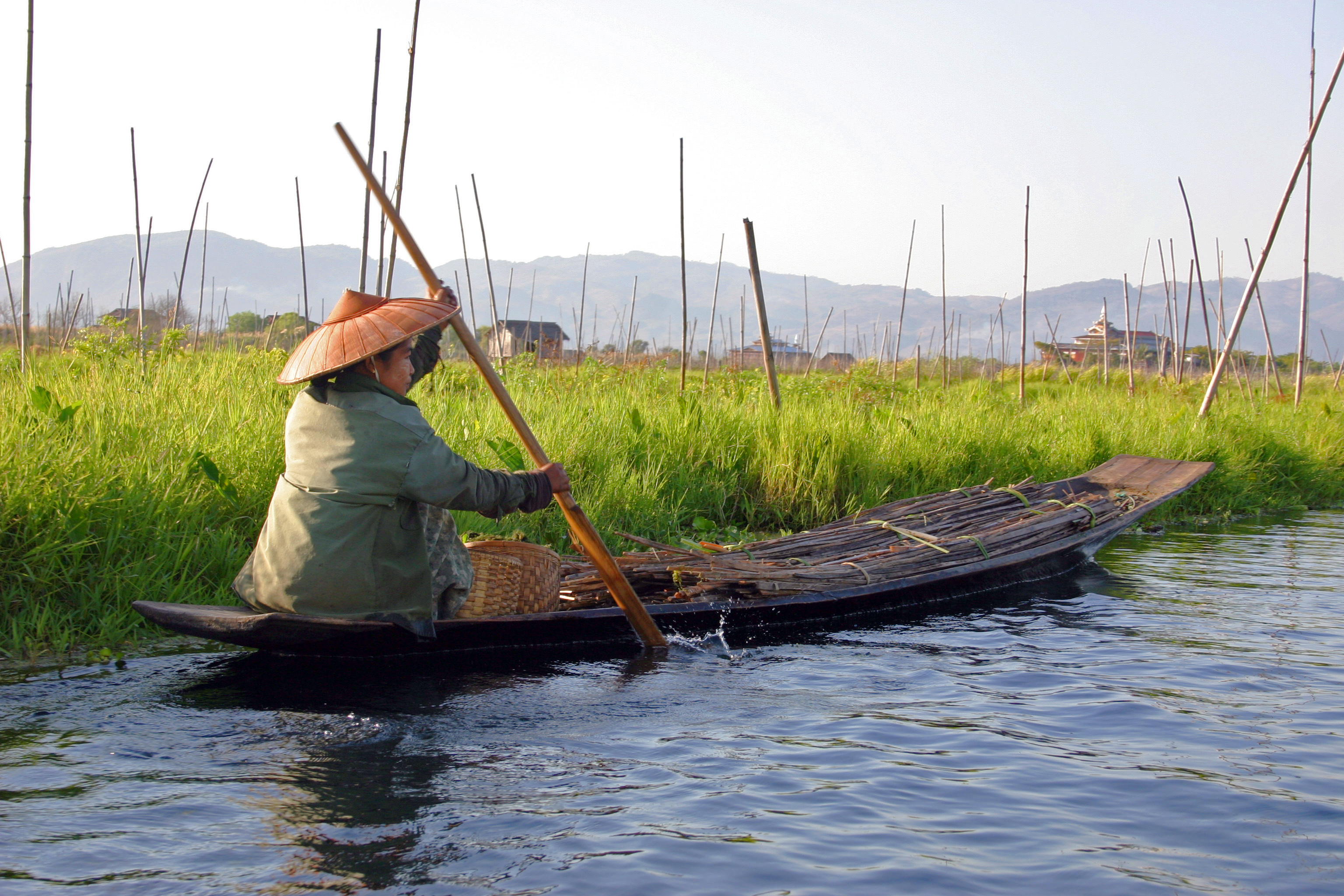
Neue Bambusstangen
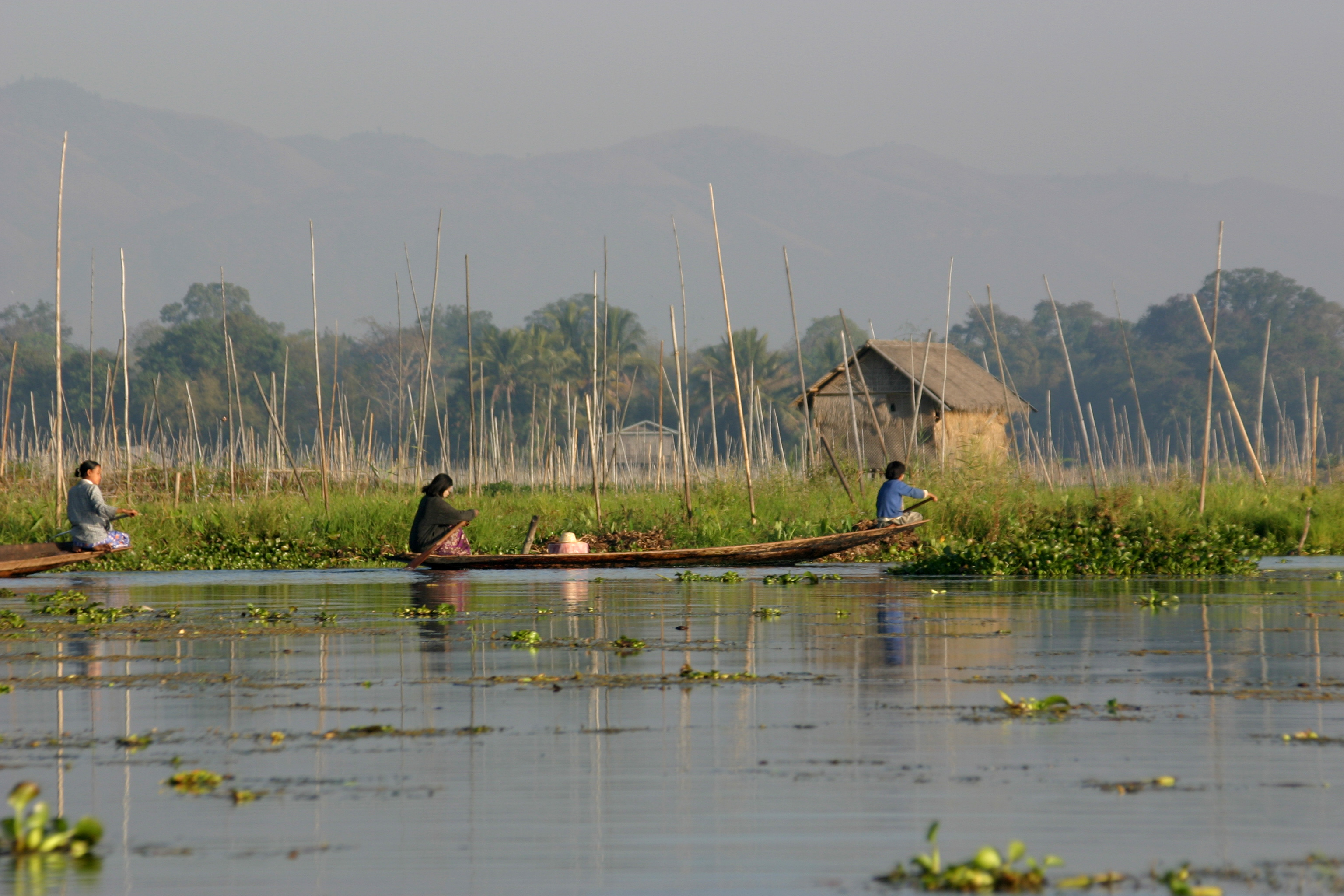
Weg zur Feldarbeit
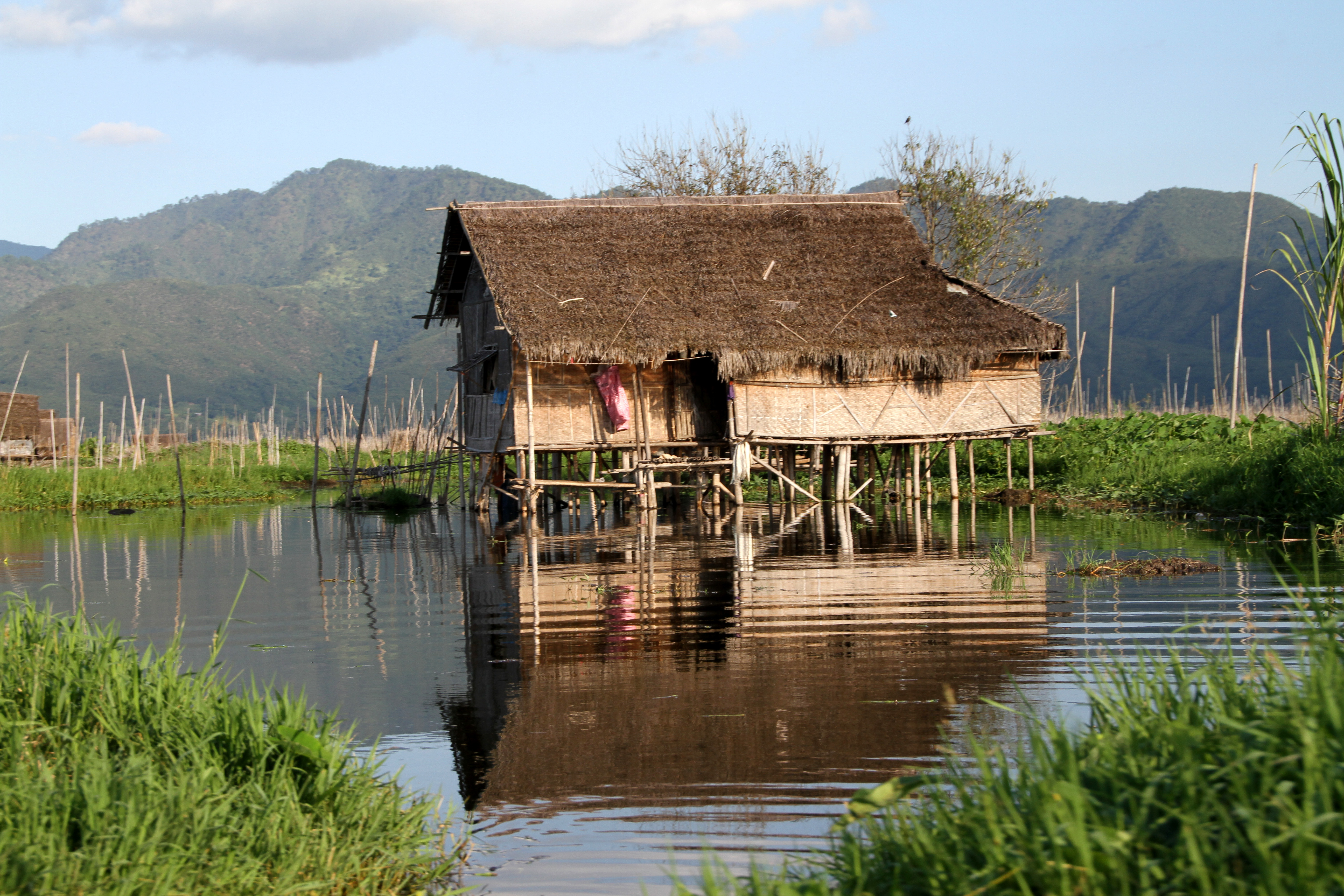
Bauernhaus
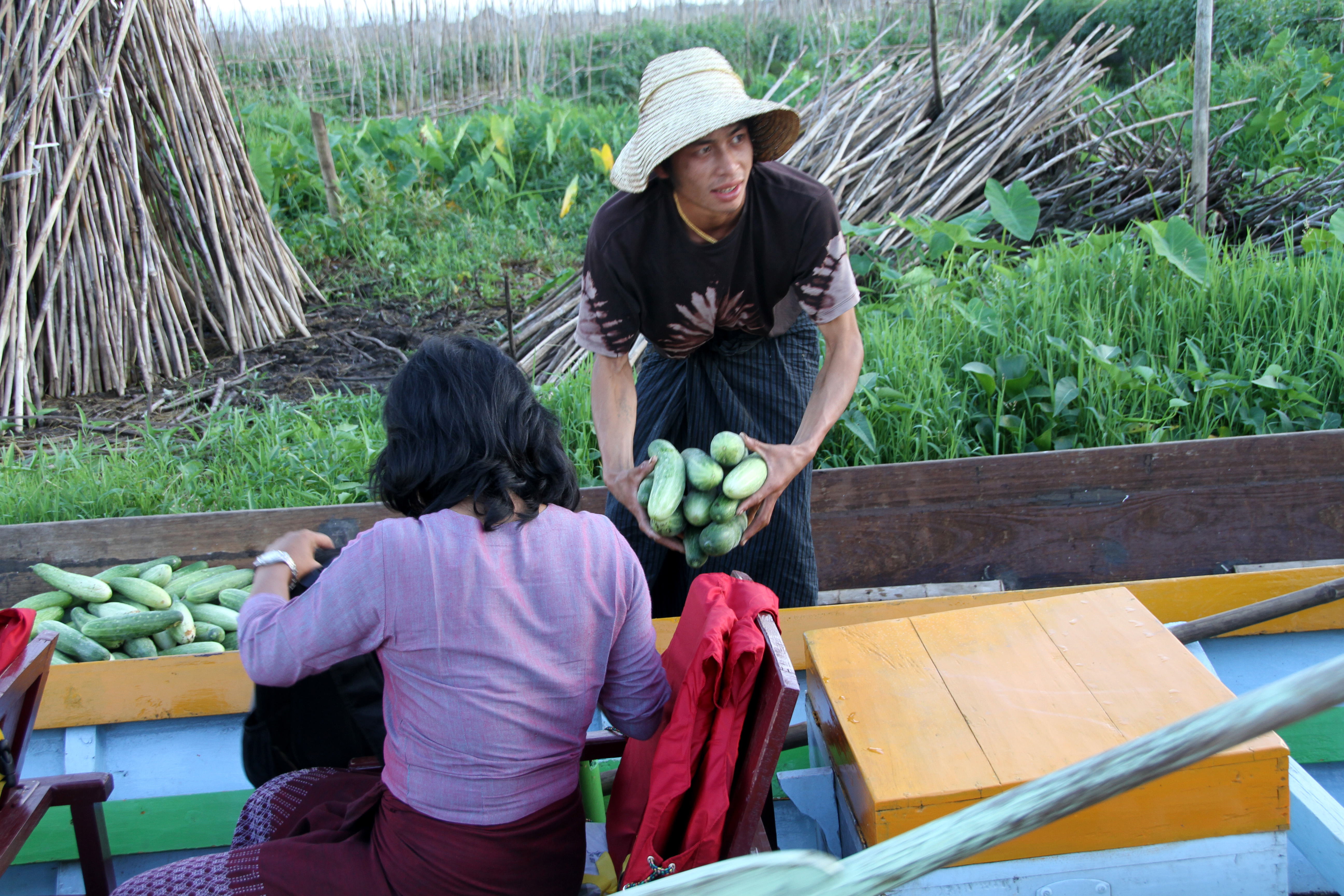
Vom Feld zum Verbraucher
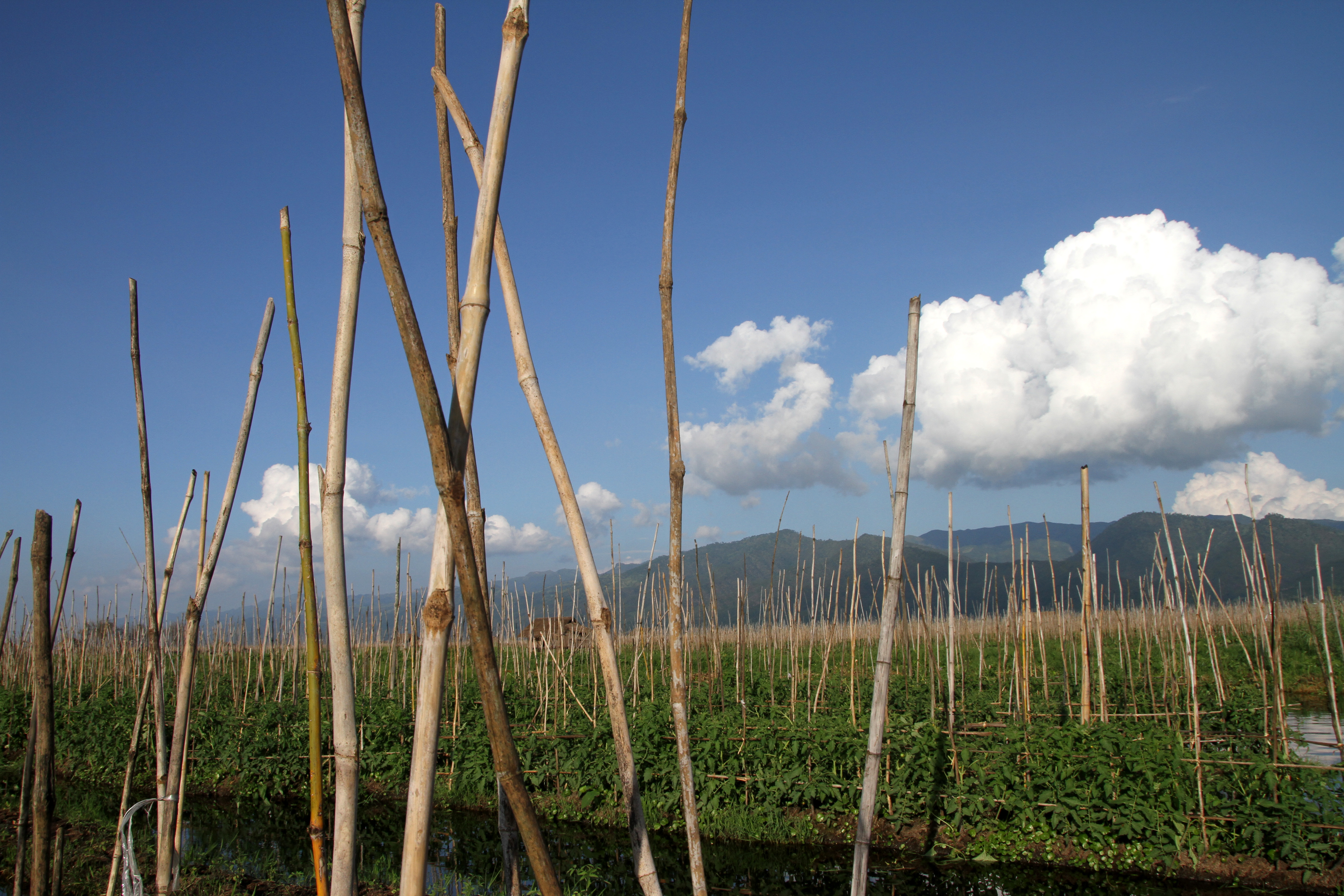
Stangenwald